# Duddon and Burton
Pour les articles homonymes, voir Duddon et Duddon (Cheshire).
Duddon and Burton est une paroisse civile du Cheshire, en Angleterre.